# کیس (گروه موسیقی)
کیس (به انگلیسی: Kiss) نام یک گروه هارد راک و هوی متال آمریکایی است. کیس در دسامبر ۱۹۷۲ در نیویورک آمریکا شکل گرفت. نحوه آرایش و گریم صورت اعضای گروه کیس بر روی صحنه‌های اجرای زنده ویژه بوده‌ است. از کیس در دنیای موسیقی راک به عنوان یک گروه افسانه‌ای و اسطوره یاد می‌شود. این گروه توانسته ۲۴ جایزه گلد برای آلبوم‌های خود کسب کند. برای شهرت کیس همین کافیست که اشاره کنیم بالای ۱۴ میلیون از آلبوم‌های آن‌ها در آمریکا و بیش از ۸۰ میلیون نسخه در سطح جهانی به فروش رفته‌است.
ترکیب اعضای گروه کیس با اعضایی چون پائول استنلی خواننده و نوازنده گیتار، جن سیمونز خواننده و نوازنده گیتار باس، ایس فرلی خواننده و نوازنده گیتار لید و پیتر کریس نوازنده درامز و پرکاشن و خواننده مشهورترین و موفق‌ترین ترکیب اعضاست. آرایش و گریم صورت و نحوه لباس پوشیدن، آن‌ها را شبیه شخصیت‌های داخل کتاب‌های کمیک کرده‌است: هیولا (سیمونز)، بیگانه‌ای از ستارگان (استنلی)، آدم فضایی (فرلی) و در نهایت مرد گربه‌ای (کریس). البته گروه اعلام کرد که نقش‌های گریم آن‌ها توسط هوادارن مشخص شده‌است.
VH1 کیس را به عنوان دهمین گروه برتر هارد راک انتخاب کرد. همچنین گروه توسط MTV به عنوان نهمین گروه برتر متال انتخاب شد. در ۱۰ آوریل ۲۰۱۴، نام کیس در تالار مشاهیر راک اند رول ماندگار شد.

## درباره
سابقه گروه کیس به یک گروه راک اند رول آمریکایی با نام وایکد لستر در نیویورک باز می‌گردد که جن سیمونز (رهبر گروه) و پائول استنلی اعضای آن بودند، گروه هیچ‌گاه موفق نبود و تنها موفق به ضبط یک آلبوم شد. در ۱۹۷۲ سیمونز و استنلی به این نتیجه رسیدند که باید کار بر روی سبک دیگری از موسیقی را آغاز کنند پس در نتیجه وایکد لستر تعطیل شد و آن‌ها کار را برای تشکیل گروه جدید آغاز کردند.

## تاریخچه
در سال ۷۲ استنلی و سیمونز تبلیغی در مجله رولینگ استون دیدند از درامری به نام پیتر کریس. پیتر به گروه پیوست و گروه به تمرین سبک‌سنگین تری در موسیقی پرداخت. همچنین گروه گریم‌ها و لباس‌های مختلفی را امتحان می‌کردند. گروه در نوامبر ۷۲ برای کمپانی اپیک رکوردز به‌طور نمایشی اجرا کرد اما موفق به عقد قرارداد نشد.
در ژانویه ۷۳ گیتاریست لید ایس فریلی به گروه اضافه شد. فریلی در اجرای اولش گروه را تحت تأثیر قرار داد. چند هفته بعد اسم گروه رسماً به کیس تغییر کرد. این اسم در حال رانندگی در حومه نیویورک به ذهن پاول استنلی رسید پیتر اشاره کرد که اسم گروهی که قبلاً در آن عضو بوده lips(لب‌ها) بوده و استنلی به فکر kiss(بوسه) می‌افتد. استنلی لوگوی کیس را طراحی کرد که در آن دو حرف S مانند دو آذرخش دیده می‌شوند. او این نام را زیر نام قبلی در پوسترهای گروه اضافه کرد.
اولین اجرای کیس در ۳۰ ژانویه ۱۹۷۳ در حضور سه تماشاگر در کلوب پاپ کورن در کویینز برگزار شد. در اجراهای اولیه اعضا گریم چندانی نداشتند تا اجرای نهم مارس در آمیتیویل نیویورک که اعضا برای بار اول با گریم‌های معروفشان اجرا کردند. بیل آکوین تهیه‌کننده گروه شد و کیس با امرلاد رکوردز (که بعداً به کازابلانکا رکوردز تغییر نام داد) قرارداد بست.
در ۳۱ دسامبر ۷۳ کیس با اجرای افتتاحیه گروه بلو اویستر کالت رسماً وارد صنعت موسیقی شد.
اولین تور کیس در پنجم فوریه ۷۴ در ادمونتون کانادا شروع شد. اولین آلبوم گروه با نام kiss در ۱۸ فوریه عرضه شد. کازابلانکا به شدت روی آلبوم تبلیغ می‌کرد. در ۱۹ فوریه گروه اولین اجرای تلویزیونی خود را در شبکه ABC انجام داد.
با وجود تبلیغات و تور طولانی آلبوم کیس ۷۵۰۰۰ نسخه فروخت. در این حال گروه و کازابلانکا به سرعت بی‌پول شدند. گروه در بین تور در لوس آنجلس متوقف شد تا آلبوم دوم را ضبط کند. این آلبوم hotter than hell نام دارد و در ۲۲ اکتبر ۱۹۷۴ عرضه شد. آلبوم در جدول فروش به رتبه ۱۰۰ دست یافت.
با افت فروش آلبوم کیس تور را تعطیل کرد تا آلبوم جدیدی را ضبط کند. آلبوم جدید با نام dressed to kill در ۱۹ مارس ۱۹۷۵ به بازار عرضه شد و از نظر تجاری اندکی بهتر از آلبوم قبلی عمل کرد. همچنین در این آلبوم آهنگی وجود داشت که بعداً به علامت اختصاصی گروه کیس تبدیل شد، rock and roll all nite.
اگرچه آلبوم‌های کیس در فروش چندان موفق نبودند اما گروه به سرعت با اجراهای زنده جذاب در حال کسب اعتبار بود. اجراهای زنده کیس به دلیل حرکات جالب اعضا مثل تف کردن خون و تنفس آتش جین سیمونز (که در واقع اولی ترکیبی از ماست و مواد غذایی رنگی بود و دومی تف کردن ماده آتش زا به مشعل) و گیتار ایس فریلی که در هنگام سولو زدن شعله می‌کشید بسیار جذاب بود.
در اواخر سال ۷۵ کازابلانکا به ورشکستگی نزدیک شده بود و کیس در خطر از دست دادن قراردادش بود و هر دو به یک جهش تجاری نیاز داشتند. این جهش با یک آلبوم زنده آغاز شد.
کیس قصد داشت جذابیت و هیجان اجراهای زنده را به مخاطب منتقل کند. در ۱۰ سپتامبر ۱۹۷۵ آلبوم Alive! عرضه شد که توانست به وضعیت طلایی در چارت فروش دست پیدا کند و اولین آهنگ از کیس را به جمع ۴۰ آهنگ برتر فرستاد. نسخه زنده rock and roll all nite که برخلاف نسخه اصلی یک سولوی گیتار داشت. این نسخه به سرعت جای نسخه استودیویی را گرفت.
موفقیت آلبوم نه تنها نقطه جهش کیس به سوی موفقیت شد بلکه کمپانی کازابلانکا را از ورشکستگی نجات داد. در پی این موفقیت گروه با باب ازرینن تهیه‌کننده سابق آلیس کوپر وارد همکاری شد. نتیجه این همکاری آلبوم destroyer بود که در ۱۵ مارس ۱۹۷۶ عرضه شد. بلند پروازانه‌ترین آلبوم کیس تا آن زمان. این آلبوم اولین آلبوم کیس بود که شامل ارکستر و صدای کر و افکت‌های مختلف استودیویی می‌شد. آلبوم در ابتدا خوب فروخت و به وضعیت طلایی رسید اما زود شروع به افت کرد ولی با عرضه تک‌آهنگ beth هم آلبوم و هم وضعیت فروش بلیت‌های کیس بهبود یافت. آلبوم به وضعیت پلاتینیوم رسید و beth به رتبه ۷ جدول فروش رسید.
دو البوم بعدی کیس و دومین آلبوم زنده‌شانrock and roll over, love gun , alive II به وضعیت پلاتینیوم دست یافتند. بین سال‌های ۱۹۷۶ تا ۱۹۷۸ کیس ۱۷٫۷ میلیون دلار از ضبط موسیقی درآمد کسب کرد. یک نظر سنجی در سال ۷۷ کیس را محبوب‌ترین گروه در آمریکا معرفی کرد. در ژاپن گروه پنج اجرا در بودوکان هال داشت که بلیت‌هایش کامل فروش رفت و رکورد قبلی را که در اختیار بیتلز بود شکست.
در می ۷۷ کیس برای اولین بار در یک کمیک بوک حضور یافت. بعدها کمپانی مارول کمیک‌های زیادی با حضور شخصیت‌های کیس عرضه کرد.
در سال ۷۸ کیس آلبوم double platinum را عرضه کرد که شامل ریمیکس آهنگ‌های قبلی بود.
در این دوران کالاهای تجاری کیس به منبع درآمد محکمی برای گروه تبدیل شد. برخی از این محصولات عبارتند از کمیک بوک‌های مارول، ماشین پینبال، عروسک‌های کیس، کیت گریم کیس، ماسک هالووین، بازی فکری و بسیاری وسایل دیگر. بین سال‌های ۷۷ تا ۷۹ فروش محصولات تجاری کیس ۱۰۰میلیون دلار براورد شده.
در سال ۷۸ کیس در اوج موفقیت تجاری بود. گروه در کمتر از دو سال چهار آلبوم با وضعیت پلاتینیوم عرضه کرده بود و تورهای کیس بالاترین میزان بیننده تا آن زمان را داشتند. به علاوه درآمد ناخالص کیس در سال ۹۷ به ۱۰٫۷میلیون دلار رسید. در این زمان گروه با همراهی تهیه‌کننده خلاقشان بیل آکوین تصمیم به ارتقا محبوبیت گروه گرفتند. تصمیم بر عرضه چهار سولو آلبوم در یک روز گرفته شد. در ۱۸ سپتامبر ۷۸ چهار سولو آلبوم به بازار عرضه شد که در بین آن‌ها آلبوم ایس فریلی اندکی موفق تر از بقیه بود. همچنین اعضا در فیلم کیس با شبح پارک ملاقات می‌کند برای شبکه NBC بازی کردند.
آلبوم بعدی گروه dynasty در ۲۲ می ۱۹۷۹ عرضه شد و موفقیت‌های قبلی را ادامه داد. آهنگ I was made for loving you به موفق‌ترین آهنگ گروه تا آن زمان تبدیل شد. به علت حادثه رانندگی که برای پیتر کریس پیش آمد درامر موقت آنتون فیگ در آلبوم همکاری کرد. تور بعدی که بازگشت کیس نام داشت با اندکی افت در تعداد تماشاگران مواجه شد. این بار بینندگان کیس جوان‌تر شده بودند و گروه برای حفظ این عده تلاش می‌کرد.
در پایان تور اختلافات بین پیتر کریس و بقیه اعضا اوج گرفت. درام زدن او افت کرده بود و از نظر روحی وضعیت مناسبی نداشت و در کنسرت‌ها اجرای ضعیفی داشت. کریس برای آخرین بار در ۱۶ دسامبر ۱۹۷۹ همراه با کیس اجرا کرد. البته تا حدود شش ماه بعد همچنان عضو رسمی گروه بود.
آنتون فیگ درام آلبوم بعدی unmasked را هم اجرا کرد البته در پشت جلد آلبوم نام و عکس کریس دیده می‌شد. این آلبوم که در ۲۰ می ۸۰ عرضه نتوانست به وضعیت پلاتینیوم دست پیدا کند. در این زمان جدایی پیتر کریس رسماً اعلام شد.
افراد زیادی برای گروه نمایش دادند تا اینکه گروه درامر اهل بروکلین به نام پاول کاراولو با نام هنری اریک کار را انتخاب کرد. تور ۱۹۸۰ گروه با موفقیت بزرگی مواجه شد و نقدهای مثبت زیادی از رسانه‌ها دریافت کرد.
در این زمان کیس با تهیه‌کنندگی باب ازرین آلبوم music from the elder را عرضه کرد که شامل ویولن و چنگ و سینتی سایزر بود. آلبوم شکست خورد و حتی به وضعیت طلایی نرسید. گروه برای پشتیبانی آلبوم دو اجرا داشت که فریلی از دومی غایب بود. ایس با جهت‌گیری جدید گروه مخالف بود او حتی در ضبط آلبوم همکاری چندانی نداشت. فریلی در ژوئن ۸۲ از گروه جدا شد. البته تا سال ۸۵ شریک تجاری سیمونز و استنلی باقی ماند.
ادی ون هیلن به کیس پیشنهاد همکاری داد اما سیمونز او را قانع کرد که در گروهش بماند.
کیس تغییرات زیادی در کار خود داد از جمله قطع همکاری با بیل آکوین. با وجود رفتن فریلی عکس او روی جلد دو آلبوم بعدی دیده می‌شد.
Creatures of the night در اکتبر ۸۲ منتشر شد و یکی از سنگین‌ترین آلبوم‌های کیس بود که هر چند بهتر از آلبوم قبلی فروخت اما به وضعیت طلایی نرسید. در غیاب فریلی کیس با چند گیتاریست در ضبط آلبوم همکاری کرد که وینی وینسنت یکی از آن‌ها بود.
وینسنت رسماً در دسامبر۸۲ جای فریلی را گرفت و در تور دهمین سالگرد کیس حضور یافت. وینسنت به عنوان گیتاریست لید روی جلد آلبوم lick it up حضور یافت و در نوشتن ترانه‌های آن همکاری کرد. البته وینسنت در میانه تور lick it up اخراج شد و گیتاریست موقت مارک سنت جان با گروه ادامه داد.
در ۱۸ سپتامبر ۱۹۸۳ هم‌زمان با عرضه lick it up اعضای گروه بدون گریم در MTV حضور یافتند. برای اولین بار پس از سه سال lick it up به وضعیت طلایی رسید. در ۱۳ سپتامبر ۸۴ گروه آلبوم animalize را با حضور مارک سنت جان عرضه کرد. موفقیت آلبوم افتخارات گذشته را برای کیس بازگرداند. مارک سنت جان در حین تور مریض شد و از گروه اخراج شد. در دسامبر ۸۴ بروس کولیک به کیس پیوست. بروس چهارمین گیتاریست کیس در کمتر از سه سال بود اما به مدت ۱۲ سال در کیس ماند البته هیچ وقت از گریم استفاده نکرد. در سال ۸۵ آلبوم aylum و در سال ۸۷ آلبوم crazy nights عرضه شدند که هر دو آلبوم‌های موفقی بودند و به وضعیت پلاتینیوم رسیدند.
کیس دهه ۸۰ را با آلبوم hot in the shade در سال ۸۹ تمام کرد. هر چند آلبوم به وضعیت پلاتینیوم نرسید اما تک‌آهنگ forever که با همکاری مایکل بولتون نوشته شده بود به رتبه ۸ جدول فروش رسید.
در طول این سال‌های بدون گریم کیس با مشکل شناخت و هواداران روبرو شد. سیمونز که تا حدودی عضو اصلی و حکمفرمای گروه در دهه ۷۰ بود، در دهه ۸۰ کمتر به گروه می‌پرداخت و به دنبال فعالیت‌های خارج از گروه از جمله بازی در چند فیلم بود. سیمونز با حذف گریم و بخصوص شخصیت شیطان مشکل داشت. در این دوران استنلی عضو اصلی گروه بود و هدایت گروه را به عهده داشت.
گروه تصمیم گرفت که مجدداً با باب ازرین همکاری کند. قبل از شروع ضبط آلبوم جدید اریک کار با بیماری قلبی مواجه شد. هرچند تومور قلب او با موفقیت جراحی شد اما او دچار سرطان بود و در ۲۴ نوامبر ۱۹۹۱ درگذشت(فردی مرکوری از گروه کویین نیز در همین روز فوت کرد)
با وجود این آسیب بزرگ کیس ادامه داد و درامر کهنه کار اریک سینگر که قبلاً با استنلی کار کرده بود را به عضویت دراورد.
در ۱۹ می ۱۹۹۲ کیس آلبوم revenge را به بازار عرضه کرد. آلبوم Alive III در حین تور revenge ضبط شد و در ۱۴ می ۱۹۹۳ به بازار عرضه گشت. چهار روز بعد از آن کیس به rock walk of fame در هالیوود وارد شد.
در این دوران نوستالژی کیس بالا گرفت. آلبوم kiss my ass: classic kiss regrooved عرضه شد که شامل آهنگ‌های کیس با اجرای متفاوت هنرمندان محبوب آن زمان بود. در ۱۹۹۵ کیس کتاب kisstory را در ۴۴۰ صفحه به وزن ۳٫۵ کیلوگرم منتشر کرد. کتاب شامل شرح کامل سرگذشت گروه از ابتدا تا آن زمان بود. در همان سال کیس یک تور جهانی منحصر به فرد به نام همایش کیس برپا کرد. هر همایش در طول یک روز تمام برگزار می‌شد و شامل نمایش لباس‌های مختلف و سازها و آیتم‌های خاطره انگیز کیس می‌شد. گروه‌های مختلف کاور آهنگ‌های کیس را اجرا می‌کردند و وسایل تجاری کیس فروخته می‌شد. همچنین جلسات پرسش و پاسخ با حضور اعضای کیس برگزار می‌شد. همچنین اجرای آکوستیک گروه نیز به مدت دو ساعت با آهنگ‌های درخواستی اجرا شد. در اولین اجرای این تور در آمریکا (۱۷ ژوئن ۱۹۹۵) پیتر کریس همراه با گروه اجرا کرد. این اولین اجرای کریس با گروه بعد از ۱۶ سال بود.
در ۹ آگوست ۱۹۹۵ کیس به صف طویل هنرمندانی پیوست که در MTV unplugged اجرا کرده‌اند. در این اجرا کریس و فریلی هم حضور داشتند. این حضور در unplugged شایعات را مبنی بر جمع شدن دوباره اعضای گروه افزایش داد. اما گروه با حضور کولیک و سینگر به استودیو رفت و آلبوم carnival of souls را ضبط کرد. ضبط آلبوم در فوریه ۱۹۹۶ تمام شد اما عرضه آن حدود دو سال عقب افتاد.
در ۲۸ فوریه ۱۹۹۶ کیس با اعضای اصلی خود و با گریم کامل در مراسم سالانه جوایز گرمی حضور یافت. در ۱۶ آوریل کیس در یک مصاحبه مطبوعاتی که به‌طور زنده در ۵۸ کشور پخش شد برنامه‌های خود را برای تور آینده با حضور اعضای اصلی اعلام کرد. در ۲۰ آوریل تمام ۴۰۰۰۰ بلیت کنسرت اول این تور در ۴۷ دقیقه فروش رفت.
تور بعدی گروه شامل ۱۹۲ کنسرت در ۱۱ ماه بود که ۴۳٫۶ میلیون دلار درآمد برای کیس داشت.
در سپتامبر ۱۹۹۸ گروه آلبوم psycho circus را منتشر کرد که هرچند نقش فریلی و کریس در آن بسیارکم بود نام آن‌ها به عنوان اعضا در ضبط آلبوم اعلام شد. اما بعداً معلوم شد که بیشتر گیتار آن توسط تامی ثایر و بروس کولیک ضبط شده و بیشتر درام آن کار کوین ولنتاین بوده. با وجود این رسوایی فروش آلبوم خوب بود و تور آن که از شب هالووین سال ۹۸ شروع شد به‌طور زنده از رادیو پخش شد.
در ۱۱ آگوست ۱۹۹۹ کیس وارد پیاده‌روی مشاهیر هالیوود قسمت صنعت موسیقی شد. در ۱۳ آگوست همان سال فیلم Detroit rock city با موضوع گروه کیس رونمایی شد.
در سال ۲۰۰۰ گروه اعلام کرد که قصد برگزاری تور خداحافظی در تابستان را دارد که قرار بود آخرین تور گروه باشد که البته به آخرین تور ترکیب اصلی تبدیل شد.
در شب اجرای گروه در قسمت ژاپن و استرالیای تور کریس ناگهان گروه را ترک کرد و گفته شده که از دستمزدش ناراضی بوده. اریک سینگر جای او را گرفت و از گریم او نیز استفاده کرد.
در سال ۲۰۰۲ تامی ثایر جای فریلی را در اجراهای کیس گرفت و از گریم او استفاده کرد. در فوریه ۲۰۰۳ کیس به استرالیا سفر کرد و آلبوم kiss symphony: Alive IV را با ارکستر سمفونی ملبورن در استادیوم اتحاد این شهر ضبط کرد. تامی ثایر باز هم جای فریلی را گرفت اما کریس به گروه بازگشت.
با این که قرار بود تور خداحافظی آخرین تور گروه باشد اما کیس اعلام کرد که در سال ۲۰۰۳ یک تور مشترک با aerosmith خواهد داشت. فریلی اعلام کرد که برای همیشه از گروه حدا شده و گفت که باور داشته که تور خداحافظی آخرین تور کیس بوده و همچنین دوست ندارد که با ایروسمیت کار کند. در این تور گروه بسته‌های بلیت ۱۰۰۰ دلاری می‌فروخت که شامل صندلی در پنج ردیف اول ملاقات با اعضای گروه و عکس یادگاری با آن‌ها بود. گروه ۶۴میلیون دلار از این تور کسب درآمد کرد.
در سال ۲۰۰۴ کریس به بهانه پیر بودن از گروه کنار گذاشته شد و گروه تور جهانی rock the nation را برگزار کرد. استنلی که در ران پایش دچار مشکل بود تحرکش را در کنسرت کم کرد. او دو بار رانش را جراحی کرده بود.
گروه دو اجرا در سال ۲۰۰۵ و شش اجرا در ۲۰۰۶ داشت. پس از سه اجرا در سال ۲۰۰۷ استنلی دچار حمله قلبی شد و در بیمارستان بستری گشت. کسی جای او را نگرفت و گروه برای اولین بار سه نفره در ۲۷ ژوئیه اجرا کرد. این اولین کنسرت کیس بدون استنلی در ۳۴ سال عضویتش در گروه بود.
کیس (همراه با کویین، دف لپارد و جوداس پریست) در جشنواره سالانه VH1 Rock Honors سال ۲۰۰۶ مفتخر شد. یک گروه افتخاری شامل راب زامبی (وکال) اسلش (گیتار) اسکات یان (بیس) تامی لی (درام) و گیلبی کلارک (گیتار) god of thunder را با ایس فریلی اجرا کردند.
در ژوئن ۲۰۰۶ جین سیمونز و پاول استنلی کافی شاپ کیس را در میرتل بیچ کارولینای جنوبی افتتاح کردند.
کیس از سال ۲۰۰۰ به بعد واجد شرایط ورود به تالار مشاهیر راک اند رول بوده اما متأسفانه تا به حال وارد تالار نشده.
سال ۲۰۰۹ کیس بعد از یازده سال یک آلبوم جدید به بازار عرضه کرد. این آلبوم با نام Sonic Boom در دو دیسک ارائه شده که یک دیسک حاوی کارهای قدیمی کیس و یکی شامل آهنگ‌های جدید است که حال و هوای دهه ۷۰ کیس را دارد.

## سبک موسیقی
استیل کاری کیس همواره بین هوی متال و هارد راک در نوسان بوده. اما به‌طور کلی کیس معمولاً به عنوان یک گروه راک شناخته شده. کیس کارهای متفاوتی دارد و می‌توان گفت تقریباً در تمام گونه‌های هارد راک کار کرده‌اند. مثلاً آلبوم carnival of the souls یک آلبوم تماماً متال با ریتم‌های سنگین و البته بسیار قوی است. کیس از گروه‌هایی است که صدای خشن تر و سنگین تری را وارد هارد راک کرد بدون اینکه از اصول هارد راک دور شود. نکته کار کیس این است که هم بین طرفداران حرفه‌ای و سرسخت متال و هم بین مردم عادی و در واقع بین همه سلیقه‌ها طرفدار دارد. کیس در موسیقی بعد از خود بسیار تأثیرگذار بوده و حتی به آن لقب بلک سبث آمریکا را داده‌اند.